# Pommiers (Indre)
Pommiers és un municipi francès, situat al departament de l'Indre i a la regió de Centre – Vall del Loira. L'any 2007 tenia 270 habitants.

## Demografia

### Població
El 2007 la població de fet de Pommiers era de 270 persones. Hi havia 120 famílies, de les quals 40 eren unipersonals (24 homes vivint sols i 16 dones vivint soles), 48 parelles sense fills, 24 parelles amb fills i 8 famílies monoparentals amb fills.
La població ha evolucionat segons el següent gràfic:
Habitants censats

### Habitatges
El 2007 hi havia 203 habitatges, 127 eren l'habitatge principal de la família, 44 eren segones residències i 32 estaven desocupats. 199 eren cases i 3 eren apartaments. Dels 127 habitatges principals, 105 estaven ocupats pels seus propietaris, 15 estaven llogats i ocupats pels llogaters i 7 estaven cedits a títol gratuït; 1 tenia una cambra, 10 en tenien dues, 34 en tenien tres, 37 en tenien quatre i 45 en tenien cinc o més. 89 habitatges disposaven pel capbaix d'una plaça de pàrquing. A 64 habitatges hi havia un automòbil i a 50 n'hi havia dos o més.

### Piràmide de població
La piràmide de població per edats i sexe el 2009 era:
| Homes | Edats   | Dones |
| ----- | ------- | ----- |
| 0     | 95 o +  | 4     |
| 0     | 90 a 94 | 4     |
| 4     | 85 a 89 | 0     |
| 12    | 80 a 84 | 4     |
| 4     | 75 a 79 | 16    |
| 16    | 70 a 74 | 24    |
| 8     | 65 a 69 | 4     |
| 4     | 60 a 64 | 16    |
| 0     | 55 a 59 | 0     |
| 8     | 50 a 54 | 0     |
| 8     | 45 a 49 | 8     |
| 12    | 40 a 44 | 8     |
| 8     | 35 a 39 | 8     |
| 4     | 30 a 34 | 8     |
| 4     | 25 a 29 | 12    |
| 4     | 20 a 24 | 4     |
| 12    | 15 a 19 | 0     |
| 0     | 10 a 14 | 4     |
| 4     | 5 a 9   | 0     |
| 12    | 0 a 4   | 4     |

## Economia
El 2007 la població en edat de treballar era de 141 persones, 99 eren actives i 42 eren inactives. De les 99 persones actives 90 estaven ocupades (49 homes i 41 dones) i 9 estaven aturades (1 home i 8 dones). De les 42 persones inactives 16 estaven jubilades, 4 estaven estudiant i 22 estaven classificades com a «altres inactius».

### Ingressos
El 2009 a Pommiers hi havia 133 unitats fiscals que integraven 274 persones, la mediana anual d'ingressos fiscals per persona era de 13.839 €.

### Activitats econòmiques
Dels 5 establiments que hi havia el 2007, 1 era d'una empresa extractiva, 1 d'una empresa de construcció, 1 d'una empresa de comerç i reparació d'automòbils, 1 d'una empresa d'hostatgeria i restauració i 1 d'una empresa classificada com a «altres activitats de serveis».
Dels 2 establiments de servei als particulars que hi havia el 2009, 1 era una lampisteria i 1 perruqueria.
L'únic establiment comercial que hi havia el 2009 era una botiga de menys de 120 m².
L'any 2000 a Pommiers hi havia 14 explotacions agrícoles que ocupaven un total de 680 hectàrees.

## Poblacions més properes
El següent diagrama mostra les poblacions més properes.